# الكتب العلمية القديمة
الكتب العلمية القديمة، هي أعمال تاريخية أصلية، والتي تتعلق بالعلوم والرياضيات وأحيانًا بالهندسة. ويمكن النظر إلى هذه الكتب على أنها مراجع أولية مهمة لدراسة تاريخ العلوم والتكنولوجيا، كما يمكنها أيضًا أن تقدم رؤى قيمة حول التطور التاريخي لمختلف مجالات البحث العلمي.

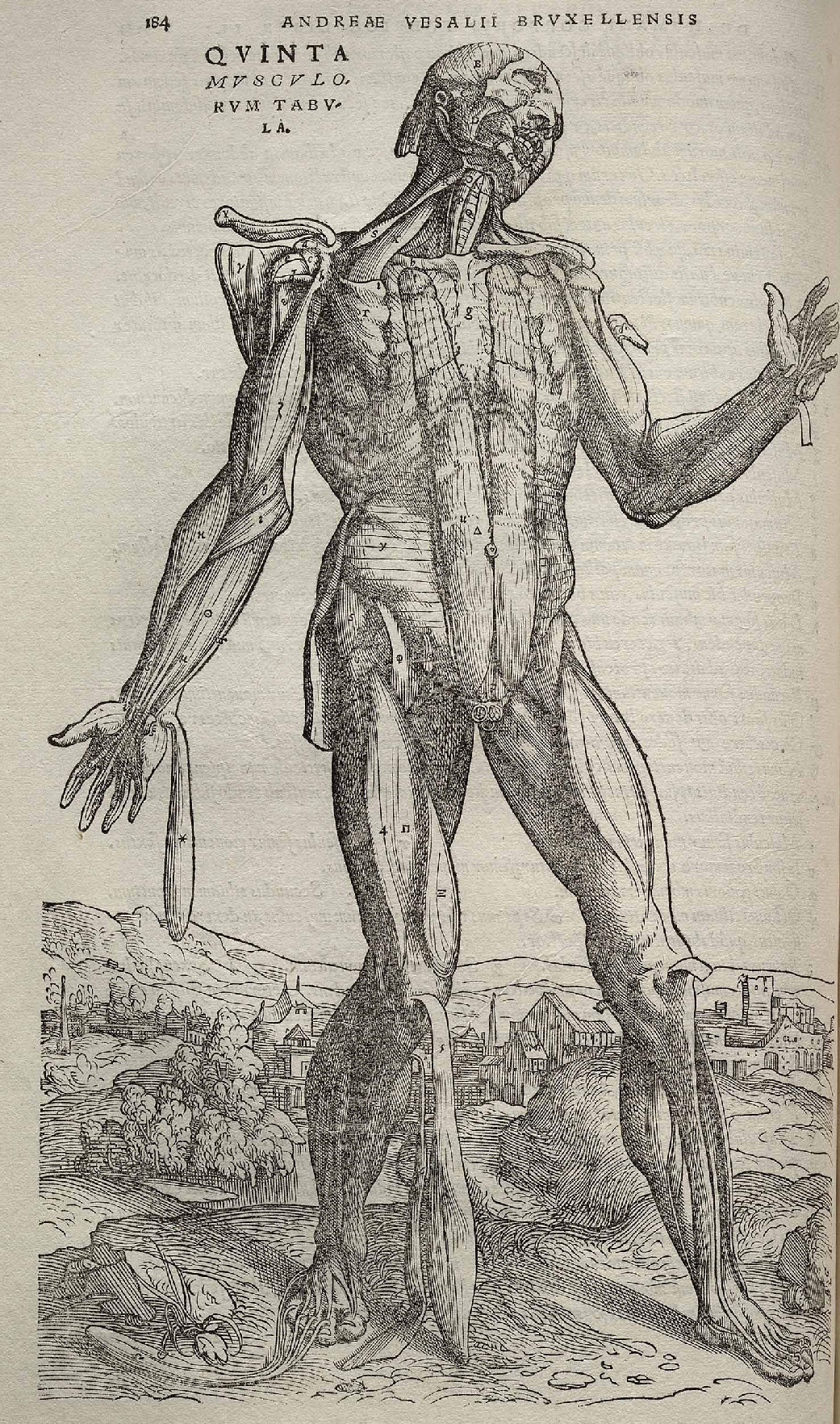
فيساليوس، فابريكا ، القرن السادس عشر

والإصدارات الأولى (أو المبكرة) منها مهمة، وتبلغ قيمتها عادة مئات أو آلاف الدولارات، وقد تختلف الأسعار على نطاق واسع بناءً على حالة الكتاب، وما إلى ذلك). وغالبًا ما تتوفر خدمة إعادة طبع هذه الكتب من خلال عدة جهات ، منها على سبيل المثال :الكتب العظيمة للعالم الغربي [الإنجليزية] أو منشورات دوفر [الإنجليزية] أو كتب جوجل .
وتعد المحامل منذ عدة قرون من الزمان، كتب نادرة وقيّمة للغاية، ولكن بما أنه  يُعتقد أن «الثورة العلمية» قد بدأت فقط حوالي عام 1540، فإن مثل هذه الأعمال الأدبية من عصر النهضة  لا تُدرج عادةً ضمن مفهوم الأدب "العلمي". وبالتالي فإن النسخ الأصلية المطبوعة للثورة لبدايات الثورة العلمية تعود إلى أربعينيات القرن السادس عشر أو ربما بعد ذلك، ولا سيما بداية النشر الأصلي لنظرية مركزية الشمس الكوبرنيكية . لقد بيعت أحد اعمال نيكولاس كوبرنيكوس حول  دورات الكواكب السماوية عام 1543 بأكثر من 2 مليون دولار أمريكي في أحد المزادات.

## قائمة بأهم الكتب البارزة

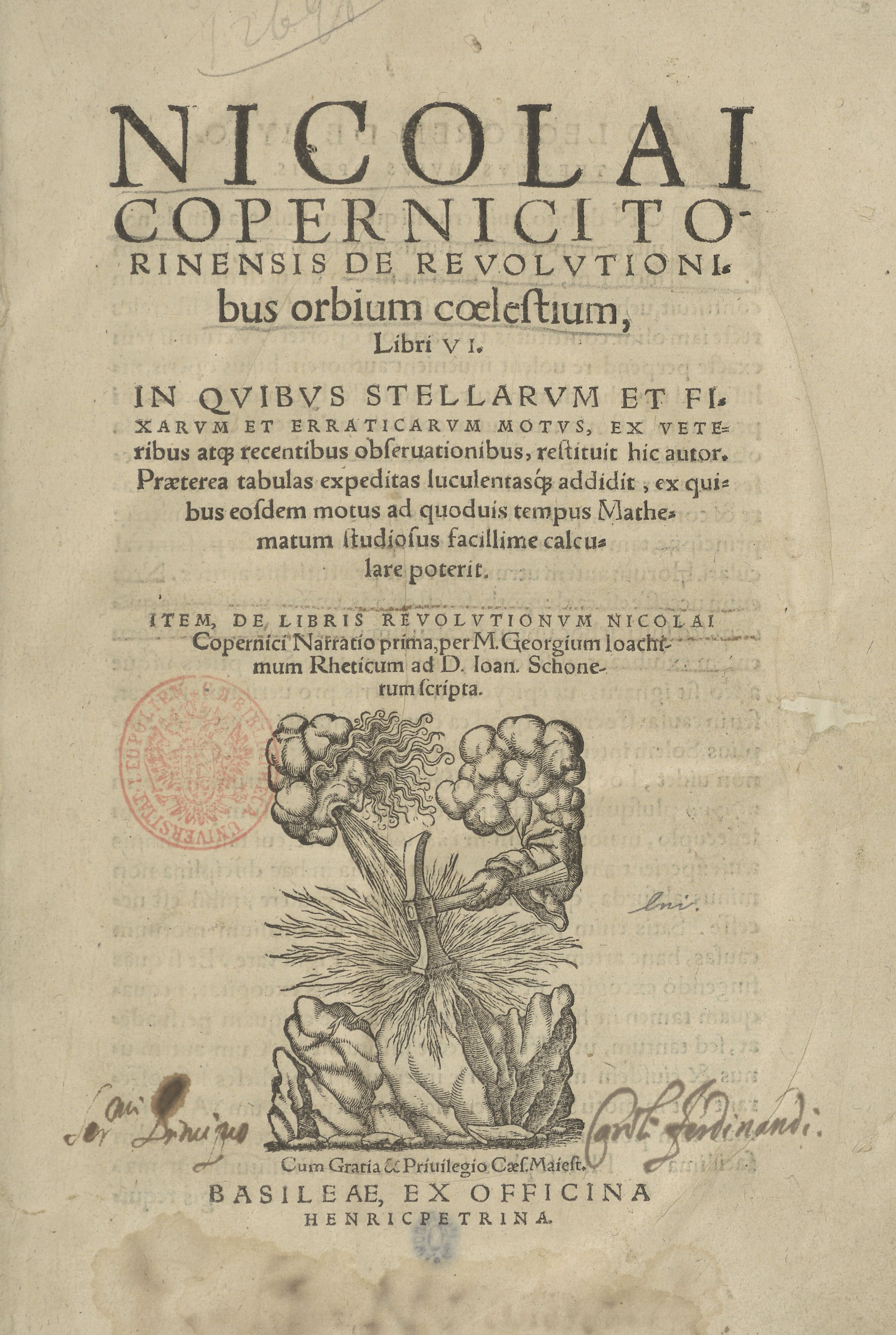
كوبرنيكوس, De revolutionibus, 1500s

### القرن السادس عشر.
- تارتاغليا، نيكولو فونتانا: العلوم الجديدة ( علم جديد)، 1537م. Tartaglia، Niccolò. Nova Scientia (A New Science). البندقية، . بالستيات
- بيرينجوتشيو، فانوتشيو: الألعاب النارية، 1540م. كتاب في علم المعادن. Biringuccio، Vannoccio. De la pirotechnia. البندقية، . علم الفلزات
- لينهارت، فوكس: تعليقات رائعة على اريخ الأجناس، 1542م. كتاب في النباتات. Fuchs، Leonhart. De Historia Stirpium Commentarii Insignes. بازل،  علم النبات
- نيكولاس، كوبرنيكوس: حول دوران الأجرام السماوية، 1543م. كتاب رائد في نظرية مركزية الشمس. Copernicus، Nicolaus. De revolutionibus orbium coelestium.[3] فيتنبرغ.  Copernican heliocentrism
- اندرياس فيزا ليوس: بنية جسم الإنسان، 1543م. Vesalius، Andreas. De humani corporis fabrica (On theStructure of the Human Body).[4] بازل، . تشريح.
- كاردانو، جيرولامو: فن حل المعادلات الجبرية، 1545م. Cardano، Gerolamo. Artis magnae sive de regulis algebraicis (The Art of Solving Algebraic Equations). نورنبرغ، . الجبر
- برونفيلز، أوتو: كتاب كروتر، 1546م، كتاب في علم النبات. Brunfels، Otto. Kreuterbüch، . علم النبات
- غيسنر ، كونراد: تاريخ الحيوان، 1551م. Gessner، Conrad. Historia Animalium[5] 1551-58. علم الحيوان
- بوك، هيرونموس: كتاب كروتر، 1552م. كتاب فب علم النبات. Bock، Hieronymus. Kreutterbuch. ستراسبورغ، . علم النبات
- أجريكولا، جورجيوس: عن المعادن، 1561م. Agricola، Georgius. دي ري ميتاليكا. بازل، . علم المعادن
- ريغيو، مونتانوس: خمسة كتب عن المثلثات المستوية والكروية، 1561م. Regio montanus. De triangulis planis et sphaericis libri quinque.[6] بازل. حساب المثلثات
- بومبيلي، رفائيل: الجبر، 1569/1572. Bombelli، Rafael. Algebra. '. Imaginary numbers
- سيسالبينو، أندرياس: كتاب النباتات السادس عشر، 1583م. Cesalpino، Andrea. De plantis libri XVI. . Taxonomy
- ستيفين سيمون: أساس الوزن ثابت، 1586م. كتاب في الأستاتيكا. Stevin، Simon. De Beghinselen der Weeghconst. . سكونيات
- براهي، تيخو: التدريبات في معهد علم الفلك، 1588م. Brahe، Tycho. Astronomiae Instauratae Progymnasmata. . علم الفلك
- فرانسوا، فييت: مقدمة في فن التحليل، 1591م. كتاب في الجبر. Viète، François. In artem analyticam isagoge (Introduction to the Analytical Art).[7] تور (مدينة). الجبر
- رويني كارلو: تشريح الحصان، 1598م. Ruini، Carlo. Anatomia del Cavallo. البندقية، . طب بيطري

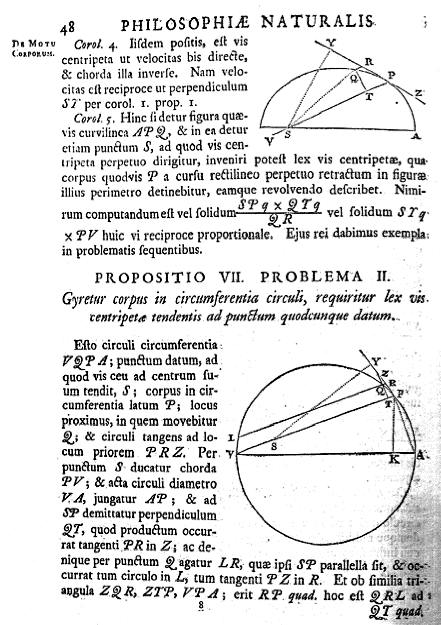
نيوتن، الاصول

### القرن السابع عشر
- جيلبرت، وليام: المغناطيس، 1600م. Gilbert, William. De Magnete.[8] London, 1600 .مغناطيسية
- جاليلي، جاليليو: رسول النجوم، 1610م. Galilei, Galileo. Sidereus Nuncius (The Starry Messenger). فرانكفورت, . علم الفلك
- نابير، جون: وصف قوانين اللوغاريتمات الرائعة، 1614م. Napier, John. Mirifici Logarithmorum Canonis Descriptio,.[9] Logarithms
- يوهانس، كبلر: انسجام العالم، 1619م. كتاب في الميكانيكا السماوية Kepler, Johannes. Harmonices Mundi.[10] لينتس,. ميكانيكا سماوية
- بيكون، فرانسيس: الأورجانون الجديد، 1620م. Bacon, Francis. Novum Organum. London, . Experimentation
- جاليلى، جاليليو: حوار حول أنظمة العالم الكبرى، 1632م. Galilei, Galileo. Dialogo sopra i due massimi sistemi del mondo Tolemaico, e Coperniciano. فلورنسا, . مركزية الشمس
- رينيه، ديكارت: مقال عن المنهج، 1637م. Descartes, René. Discours de la Methode / La Geometrie. Leiden,  Analytical geometry
- فيرما، بيير دي: طريقة البحث عن الحد الأدنى والحد الأقصى، 1638م. كتاب في حساب التفاضل والتكامل. Fermat, Pierre de. Methodus ad disquirendam maximam et minimam,.[11] تفاضل وتكامل
- جاليلي، جاليليو: خطابات وإثباتات رياضية حول علمين جديدين، 1638م. كتاب في الديناميات الكلاسيكية. Galilei, Galileo. Discorsi e dimostrazioni matematiche, intorno a due nuove scienze . Leiden, . Classical dynamics
- ديزارغ، جيرار: مشروع برويلون لاحداث لقاءات المخروط، 1639م. كتاب في الهندسة الإسقاطية. Desargues, Gérard. Brouillon-project d'une atteinte aux evenemens des rencontres du cone avec un plan, . هندسة إسقاطية.
- هارفي، وليام: تمارين تشريحية تتعلق بالقلب والدم في الحيوانات، 1635م. Harvey, William. تمارين تشريحية على حركة القلب والدم في الحيوانات (Anatomical Exercises, Concerning the Heart and Blood)[12] London, . جهاز الدوران
- واليس، جون: حساب اللانهائية، 1655م. كتاب في حساب التفاضل والتكامل. Wallis, John. Arithmetica infinitorum, . تفاضل وتكامل
- بويل، روبرت: الكيميائي المتشكك، 1661م. كتاب في الكيمياء. Boyle, Robert. The Sceptical Chymist.[13] London, . كيمياء
- باسكال، بليز: التعامل مع توازن الخمور، وجاذبية كتلة الهواء، 1663م. كتاب في أستاتيكا السوائل. Pascal, Blaise. Traitez de l'Equilibre des Liqueurs, et de la Pesanteur de la Masse de l'Air.[14] Paris, . Fluid statics
- غريغوري، جيمس: تعزيز البصريات، 1663م. كتاب في البصريات. Gregory, James. Optica Promota, . بصريات
- هوك، روبرت: صورة مجهرية، 1665م. Hooke, Robert. الفحص المجهري (كتاب). London, . مجهرية
- ستينو، نيكولاس: من داخل المادة الصلبة الموجودة بشكل طبيعي، 1669م. كتاب في طبقات الارض. Steno, Nicolas. De Solido intra Solidum Naturaliter Contento Dissertationis Prodromus فلورنسا, . Stratigraphy
- بارو، اسحاق: المحاضرات الهندسية، 1670م. كتاب في حساب التفاضل والتكامل. Barrow, Isaac. Lectiones geometricae,.[15] تفاضل وتكامل
- فون غيريكة، أوتو: تجارب جديدة على الفضاء الفارغ، 1672م. إحدى كتبه في الفيزياء التجريبية. أوتو فون غيريكه. Experimenta Nova (ut vocantur) Magdeburgica de Vacuo Spatio.[16] Magdeburger Halbkugeln, . Experimental physics
- هويغنس، كريستيان: ساعة البندول، 1673م. كريستيان هويغنس. Horologium Oscillatorium. باريس, . Pendulus.
- فيرما، بيير دي: الموقع المسطح والصلب، 1679م. كتاب في الهندسة التحليلية. بيير دي فيرما. Ad locus planos et solidos isagoge, . هندسة تحليلية
- ليبنز، جوتفريد: طريقة جديدة للعظمى والصغرى، 1684م. Leibniz, Gottfried. Nova Methodus pro Maximis et Minimis, . تفاضل وتكامل
- نيوتن، اسحاق: الأصول الرياضية للفلسفة الطبيعية، 1687م. .[17] London, 3 Vol,  . ميكانيكا تقليدية
- هويغنس، كريسنيان: رسالة في الضوء، 1690م. Hu ygens, Christiaan. Traité de la Lumière. Leiden, . بصريات
- ليبنز، جوتفريد فيلهام: ديناميكية العينة، 1695م. Leibniz, Gottfried Wilhelm. Specimen Dynamicum. فيينا, . ميكانيكا تقليدية
- فان ليتفنهوك، أنطوني:أسرار الطبيعة بمساعدة وإفادة أروع المجاهر، 1696م. كتاب في علم الأحياء الدقيقة. van Leeuwenhoek, Antonie. Arcana Naturae, Ope & Beneficio Exquisitissimorum Microscopiorum.[18] Leiden, . علم الأحياء الدقيقة
- لوبيتال، غيوم دو: تحليل الصغائر اللامتناهية، 1696م. l'Hôpital, Guillaume de. Analyse des infiniment petits. Paris, . تفاضل وتكامل

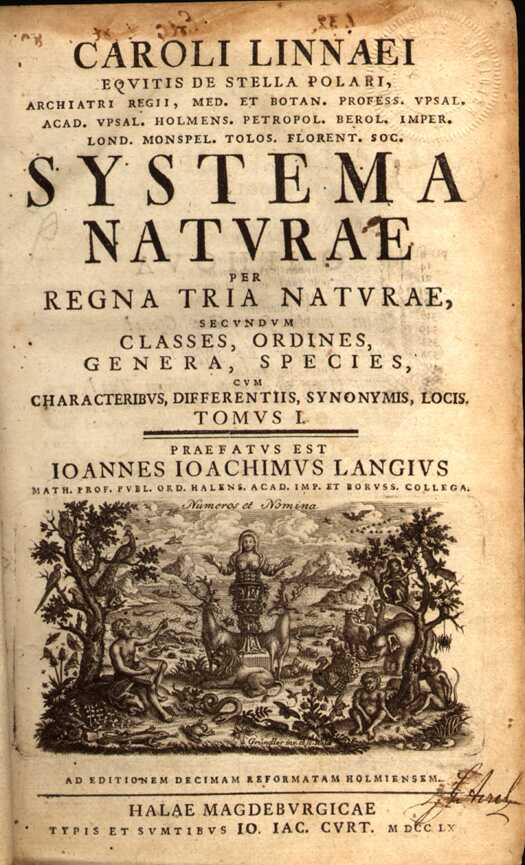
Linnaeus, Systema Naturae, 1700s

### القرن الثامن عشر
- نيوتن، إسحاق: البصريات، 1704م.[19] London, . بصريات
- تايلور، بروك: طريقة الزيادة المباشرة والعكسية، 1715م. (England). Methodus Incrementorum Directa et Inversa,.[20] Taylor series
- لينيوس، كارل: النظام الطبيعي، 1735م. Linnaeus, Carl (Sweden). نظام الطبيعة (كتاب). Netherlands, . نظام لينيوس
- برنولي، دانييل: هيدروديناميكا، 1738م. Bernoulli, Daniel (Netherlands). Hydrodynamica. ستراسبورغ, , جريان الموائع
- دالمبير، جان لو رون: تأملات حول السبب العام للفتحات،1747م. d'Alembert, Jean le Rond (France). Réflexions sur la cause générale des vents,.[21] Complex numbers
- أويلر، ليونهارت: مقدمة في التحليل اللانهائي، 1748م. Euler, Leonhard (Switzerland). Introductio in analysin infinitorum. Lausanne, . تحليل رياضي
- فرانكلين، بنجامين: تجارب وملاحظات حول الكهرباء، 1751م. Franklin, Benjamin (America). Experiments and Observations on Electricity.[22] London/فيلادلفيا, . كهرباء
- بايز، توماس: مقالة نجو حل مشكلة في عقيدة الاحتمالات، 1763م. Bayes, Thomas (England). An Essay Towards Solving a Problem in the Doctrine of Chances.[23] لندن, . Inverse probability
- فولتا، إليساندرو: حول القوة الجاذبة للنار الكهربائية والظواهر المرتبطة بها، 1769م . Volta, Alessandro (Italy). De vi attractiva ignis electrici, ac phaenomenis inde pendentibus,.[24] كهرباء
- سميث، آدم: بحث في طبيعة وأسباب ثروة الأمم،1776م. Smith, Adam (Scotland). An Inquiry into the Nature and Causes of the Wealth of Nations London, 2 Vol, . رأسمالية
- مونج، غاسبار: حول نظرية النفريغ والتعبئة، 1781م. كتاب في الهندسة الوصفية. Monge, Gaspard (France). Sur la théorie des déblais et des remblais,.[25] هندسة وصفية.
- لاغرانج، جوزبف لوي: الميكانيكا التحليلية، 1788م. Lagrange, Joseph (Italy). Mécanique analytique. Paris, . Dynamics
- هوتون، جيمس: نظرية الأرض، 1788م. Hutton, James (Scotland). Theory of the Earth.[26] إدنبرة, . جيولوجيا
- لافوازيه، انطوان: رسالة أولية في الكيمياء(عناصر الكيمياء)، 1789م. Lavoisier, Antoine (France). Traité Élémentaire de Chimie (Elements of Chemistry).[27] Paris, 2 Vol, . كيمياء
- غلفاني، لويجي: مقالة عن القوى الكهربائية في الحركة العضلية، 1791م. Galvani, Luigi (Italy). De viribus electricitatis in motu musculari commentarius[28] Bologna, . كهرباء
- ليجاندر، أدريان ماري: مقالة عن نظرية الأعداد، 1798م. Legendre, Adrien-Marie (France). Essai sur la théorie des nombres.[29] Paris, . Number theory
- جينر، إدوارد: بحث في أسباب وتاثيرات لقاح الجدري، 1798م. Jenner, Edward (England). An Inquiry into the Causes and Effects of the Variolæ Vaccinæ..[30][31] علم المناعة
- ويسل، كاسبار: حول التعيين التحليلي للاتجاه، 1799م. Wessel, Caspar (Norway). Om directionens analytiske betegning.[32] كوبنهاغن, . Imaginary numbers
- روفيني، باولو: النظرية العامة للمعادلات والتي ثبت فيها استحالة ذلك. الحل الجبري للمعادلات العامة ذات الدرجة الأعلى من أربعة، 1799م. Ruffini, Paolo (Italy). Teoria generale dele equazioni, in cui si dimostra impossibile . La soluzione algebraica delle equazioni generali di grado superiore al quatro. Bologna, . الجبر

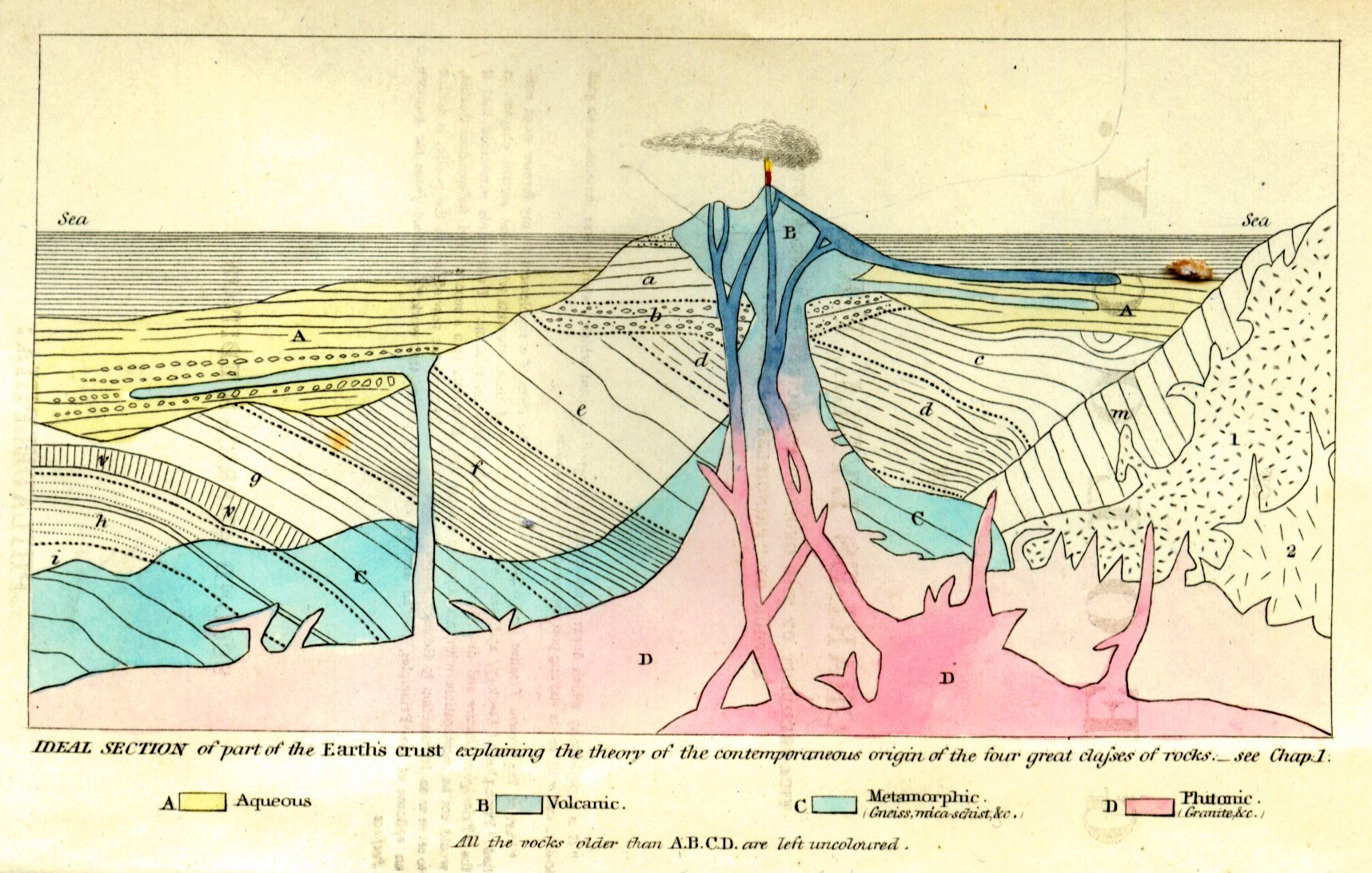
لييل، مبادئ الجيولوجيا

### القرن التاسع عشر
- جاوس، كارل فريدتش: المناقشات الحسابية، 1801م. Gauss, Carl Friedrich (Germany). استفسارات حسابية (كتاب).[33] لايبزيغ, . Number theory
- يانغ، توماس: التجارب والحسابات المتعلقة بالبصريات الفيزيائية، 1803م. Young, Thomas (England). Experiments and Calculations Relative to Physical Optics,.[34] ضوء
- أرغند، جان روبرت: مقال حول طريقة تمثيل الكميات التخيلية في الإنشاءات الهندسية،1806م. Argand, Jean-Robert (Switzerland). Essai sur une maniere de representer les quantities imaginaries dans les constructions geometriques,.[35] Imaginary numbers.
- دالتون، جون: نظام جديد للفلسفة الكيمياية، 1808م. Dalton, John (England). A New System of Chemical Philosophy.[36] London, . Atomic theory
- برسيليوس، يونس ياكوب: كتاب الكيمياء، 1808م. Berzelius, Jöns Jacob (Sweden). Läroboken i kemien,.[37] كيمياء
- كايلي، جورج : حول الملاحة الجوية، 1809م. Cayley, George (England). On Aerial Navigation.[38] Brompton, 3 Vol, . ملاحة جوية.
- أورستد، هانز كريستيان: تجربة حول تأثير الصراع الكهربائي في المجال المغناطيسي، 1820م. Ørsted, Hans Christian (Denmark). Experimenta circa effectum conflictus electrici in acum magneticam.[39][40] كوبنهاغن, . كهرطيسية.
- فورييه، جوزيف: النظرية التحليلية للحرارة، 1822م. Fourier, Joseph (France). Théorie Analytique de la Chaleur.[41] Paris, . Fourier series.
- فيرنل، أوغستان جان: أطروحة عن نظام الإضاءة الأمامي الجديد، عرضت في أكاديمية العلوم، 1822م. Fresnel, Augustin-Jean (France). Mémoire Sur Un Nouveau Système D'Éclairage Des Phares Lu À L'Académie Des Sciences. Paris, . Wave optics
- باباج، تشارلز: اختراع السيد باباج: تطبيق الآلات لغرض حساب وطباعة الجداول الرياضية، 1823م. Babbage, Charles (England). Mr. Babbage's invention: Application of machinery to the purpose of calculating and printing mathematical tables.[42] London, . حوسبة
- لوباتشيفسكي، نيكولي: الهندسة، 1823م. Lobachevsky, Nikolai (Russia). Geometriya..[43] هندسة لاإقليدية
- كوشي، أوغسطين لوي: حساب اللامتناهي في الصغر، 1823م. Cauchy, Augustin-Louis (France). Le calcul infinitesimal.[44] Paris, . تحليل رياضي
- كارنو، سعدي: تأملات في القوة الدافعة للنار وعلى الآلات القادرة على تطوير هذه القوة، 1824م. Carnot, Sadi (France). Réflexions sur la Puissance Motrice du Feu et sur les machines propres à déveloper cette puissance. Paris, . ديناميكا حرارية
- أمبير، أندريه ماري: أطروحة حول النظرية الرياضية للظواهر الكهروديناميكية، 1827م. Ampère, André-Marie (France). Mémoire sur la théorie mathématique des phénomènes électrodynamiques,.[45] كهرطيسية
- لابلاس، بيير سيمون: رسالة في الميكانيكا السماوية، 1827م. Laplace, Pierre-Simon (France). Traité de Mécanique Céleste.[46] Paris, . ميكانيكا تقليدية
- أوم، جورج: معالجة السلسلة الكلفانية رياضيًا، 1827م. Ohm, Georg (Germany). Die Galvanische Kette mathematisch bearbeitet.[47] Berlin,  كهرباء
- لايل، تشارلز:مبادئ الجيولوجيا، 1830م. Lyell, Charles (Scotland). Principles of Geology.[48] London, . جيولوجيا
- بواسون، سيميون: النظرية الرياضية للحرارة، 1835م. Poisson, Siméon Denis (France). Théorie Mathématique de la Chaleur. Paris, . انتقال الحرارة
- فراداي، ميشيل: أبحاث تجريبية في الكهرباء، 1839م. Faraday, Michael (England). Experimental Researches in Electricity.[49][50] London, 1839-55. كهرباء.
- باباج، تشارلز:رسم تخطيطي للمحرك التحليلي الذي اخترعه تشارلز باباج (مع ملاحظات إضافية لأوغستا أدا، كونتيسة لوفليس)، 1843م Babbage, Charles & Lovelace, Ada (England). Sketch of the Analytical Engine invented by Charles Babbage (with additional notes by Augusta Ada, Countess of Lovelace),.[51] حوسبة
- جول، جيمس: حول التأثيرات الحرارية للمغناطيسية الكهربائية، والقيمة الميكانيكية للحرارة، 1843م. Joule, James P. (England). On the Calorific Effects of Magneto-Electricity, and on the Mechanical Value of Heat.[52][53] London, . حفظ الطاقة (فيزياء)
- هاملتون، وليم روان: حول الرباعيات، 1844م. Hamilton, William Rowan (Ireland). On Quaternions. London/Edinburgh/Dublin, . Quaternions.
- فون هيلمهولتز، هرمان: حول الحفاظ على الطاقة،1847م. von Helmholtz, Hermann (Germany). Über die Erhaltung der Kraft (On the Conservation of Force).[54] حفظ الطاقة (فيزياء)
- كلاوسيوس، رودولف: في القوة المتحركة للحرارة وقوانين الحرارة التي يمكن استنتاجها منها، 1850م. Clausius, Rudolf (Germany). Ueber die bewegende Kraft der Wärme (On the Moving Force of Heat and the Laws of Heat which may be Deduced Therefrom).[55] Leipzig, . قوانين الديناميكا الحرارية
- طومسون، وليم: حول النظرية الديناميكية للحرارة، 1851م. Thomson, William (1st Baron Kelvin) (Scotland/Ireland). On the dynamical theory of heat with numerical results deduced from Mr Joule's equivalent of a thermal unit and M. Regnault's observations on steam.[56] إدنبرة, . ديناميكا حرارية
- بول، جورج: بحث في قوانين الفكر، 1854م. Boole, George (England). An Investigation of the Laws of Thought.[57] London, . Boolean algebra
- موري، ماثيو فونتين: الجغرافيا الطبيعة للبحر، 1855م. Maury, Matthew Fontaine (America). The Physical Geography of the Sea.[58] New York, . علم المحيطات
- فيرشو، رودولف: علم الأمراض الخلوية في بداية التطور الفسيولوجي والمرضي،1858م. Virchow, Rudolf (Germany). Die Cellularpathologie in ihrer Begründung auf physiologische und pathologische Gewebelehre..[59] Cellular pathology
- داروين، تشارلز: حول أصل الأنواع عن طرق الأنتقاء الطبيعي، 1859م. Darwin, Charles (England). أصل الأنواع by Means of Natural Selection.[60] London, . Evolutionary biology
- باستور، لويس: مذكرات عن الجسيمات المنظمة الموجودة في الغلاف الجوي، 1861م. Pasteur, Louis (France). Memoire sur les corpuscules organises qui existent dans l'atmosphere.[61] Paris, . علم الأحياء الدقيقة.
- لوجون ديركليه: نظرية الأعداد، 1863م. Lejeune Dirichlet, P. G. (Germany). Vorlesungen über Zahlentheorie. Braunschweig, , Number theory.
- بيرنار، كلود: مقدمة لدراسة الطب التجريبي، 1865م. Bernard, Claude (France). Introduction à l'étude de la médecine expérimentale.[62] باريس, . علم وظائف الأعضاء
- مندل، جريجور: تجارب على هجين النباتات، 1866م. Mendel, Gregor (Czech Republic/Austria). Versuche über Pflanzen-Hybriden (Experiments on Plant Hybridization).[63][64] Brno, . علم الوراثة
- ريمان، برنهارد: حول الفرضيات التي تقوم عليها الهندسة، 1868م. Riemann, Bernhard (Germany). Ueber die Hypothesen, welche der Geometrie zu Grunde liegen.[65] غوتينغن, . هندسة ريمانية
- بلترامي، أوجينيو: مقالة عن تقسير الهندسة غير الإقليدية،1868م. Beltrami, Eugenio (Italy). Saggio di interpretazione della geometria non-euclidea (Essay on an interpretation of non-Euclidean geometry),.[66] هندسة زائدية
- جالتون، فرنسيس: العبقرية الوراثية: بحث في قوانينها وعواقبها، 1869م. Galton, Francis (England). Hereditary Genius: An Inquiry into Its Laws and Consequences . London, , إحصاء
- كوهن، فيرديناند: دراسات على البكتريا، 1870م. Cohn, Ferdinand (Poland). Untersuchungen ueber Bacterien.[67] Breslau, 3 Vol, .علم الجراثيم.
- داروين، تشارلز: أصل الإنسان والأختيار فيما يتعلق بالجنس، 1871م. Darwin, Charles (England). The Descent of Man, and Selection in Relation to Sex.[68] London, . Evolutionary biology.
- ماركس، كارل: رأس المال، 1872م. Marx, Karl (Germany). رأس المال (كتاب). St. Petersburg, . اقتصاد (علم).
- ماكسويل، جيمس كلارك: أطروحة في الكهرباء والمغناطيسية، 1873م. Maxwell, James Clerk (Scotland). A Treatise on Electricity and Magnetism.[69] أكسفورد, 2 Vol, . كهرطيسية تقليدية.
- كوخ، روبرت: دراسات عن مسببات الجروح المعدية، 1878م. Koch, Robert (Germany). Untersuchungen uber die aetiologie der wundinfectionskrankheiter. لايبزيغ, . علم الجراثيم.
- جيبس، ويلارد: حول توازن المواد غبر المتجانسة، 1878م. Gibbs, Willard (America). On the Equilibrium of Heterogeneous Substances. New Haven,. كيمياء فيزيائية
- مايكلسون، ألبرت: التحديد التجريبي لسرعة الضوء، 1881م. Michelson, Albert A. (America). Experimental Determination of the Velocity of Light. Annapolis, . سرعة الضوء.
- أبيل، نيلز هنريك: الأعمال الكاملة،1881م. Abel, Niels Henrik (Norway). Oeuvres complètes, . تحليل رياضي.
- جوكوفسكي، نيكولاي: حول قوة الحركة(متانة الحركة)، 1882م. Zhukovsky, Nikolai (Russia). O protchnosti dvizheniya (The Durability of Motion). Moscow,. ملاحة جوية.
- كانتور، جيورج: أساسيات النظرية العامة للتنوع، 1883م. Cantor, Georg (Russia/Germany). Grundlagen einer allgemeinen Mannigfaltigkeitslehre.[70] لايبزيغ, . نظرية المجموعات.
- جيمس، وليم: مبادئ علم النفس، 1890م. James, William (America). The Principles of Psychology. New York, . علم النفس
- مندليف، ديمتري: مبادئ الكيمياء، 1891م. Mendeleev, Dmitri (Russia). Principles of Chemistry. London, . كيمياء
- نيوكومب، سيمون: الأوراق الفلكية المعدة لاستخدام التقويم الفلكي والبحري الأمريكي، 1891م. Newcomb, Simon (America). Astronomical Papers Prepared for the Use of the American Ephemeris and Nautical Almanac. Washington, D.C., . علم الفلك
- بوانكاريه، هنري: الطرق الميكانيكية الجديدة، 1892م. Poincare, Henri (France). Les méthodes nouvelles de la mécanique céleste.[71] Paris, . ميكانيكا سماوية
- تسلا، نيكولا: تجارب على التيارات المارددة ذات الجهد العالي والتردد العالي، 1892م. Tesla, Nikola (كرواتيا/America). Experiments with Alternate Currents of High Potential and High Frequency. New York, . كهرباء
- هيرتز، هاينربش: بحوث في انتشار القوة الكهرباية(الموجات الكهربائية)، 1893م. Hertz, Heinrich (Germany). Untersuchungen über die Ausbreitung der elektrischen Kraft (Electric Waves).[72][73] موجة كهرطيسية
- رونتجن، فيلهلم: حول نوع جدبد من الأشعة، 1895م. Röntgen, Wilhelm (Germany). Ueber eine neue Art von Strahlen (On A New Kind Of Rays).[74] X-rays
- بولياي، جانوس: علم الفضاء المطلق، 1896م. Bolyai, János (Hungary). The Science of Absolute Space..[75] هندسة لاإقليدية
- جالو، أيفارست: الأعمال الرياضية لإفرست جالو، 1897م. Galois, Évariste (France). Oeuvres Mathematiques d'Évariste Galois. Paris, . نظرية الزمر
- كوري، ماري: حول مادة جديدة تحتوب على مادة مشعة ، تستمر في البشبلند، 1898م. Curie, Marie (Poland/France) & Curie, Pierre (France). Sur une nouvelle substance fortement radio-active, contenue dans la pechblende [76] (Comptes Rendus Hebdomadaires des Séances de l'Académie des Sciences). Paris, . Radioactivity
- هلبرت، ديفيد: اسس الهندسة، 1899م. Hilbert, David (Germany). Grundlagen der Geometrie (The Foundations of Geometry).[77] رياضيات
- رامون كاخال، سانتياغو: نسيج النظام العصبي لفقرات الإنسان،1899-1904م. Ramón y Cajal, Santiago (Spain). Textura del sistema nervioso del hombre y los vertebrados[78] 1899-1904. علوم عصبية

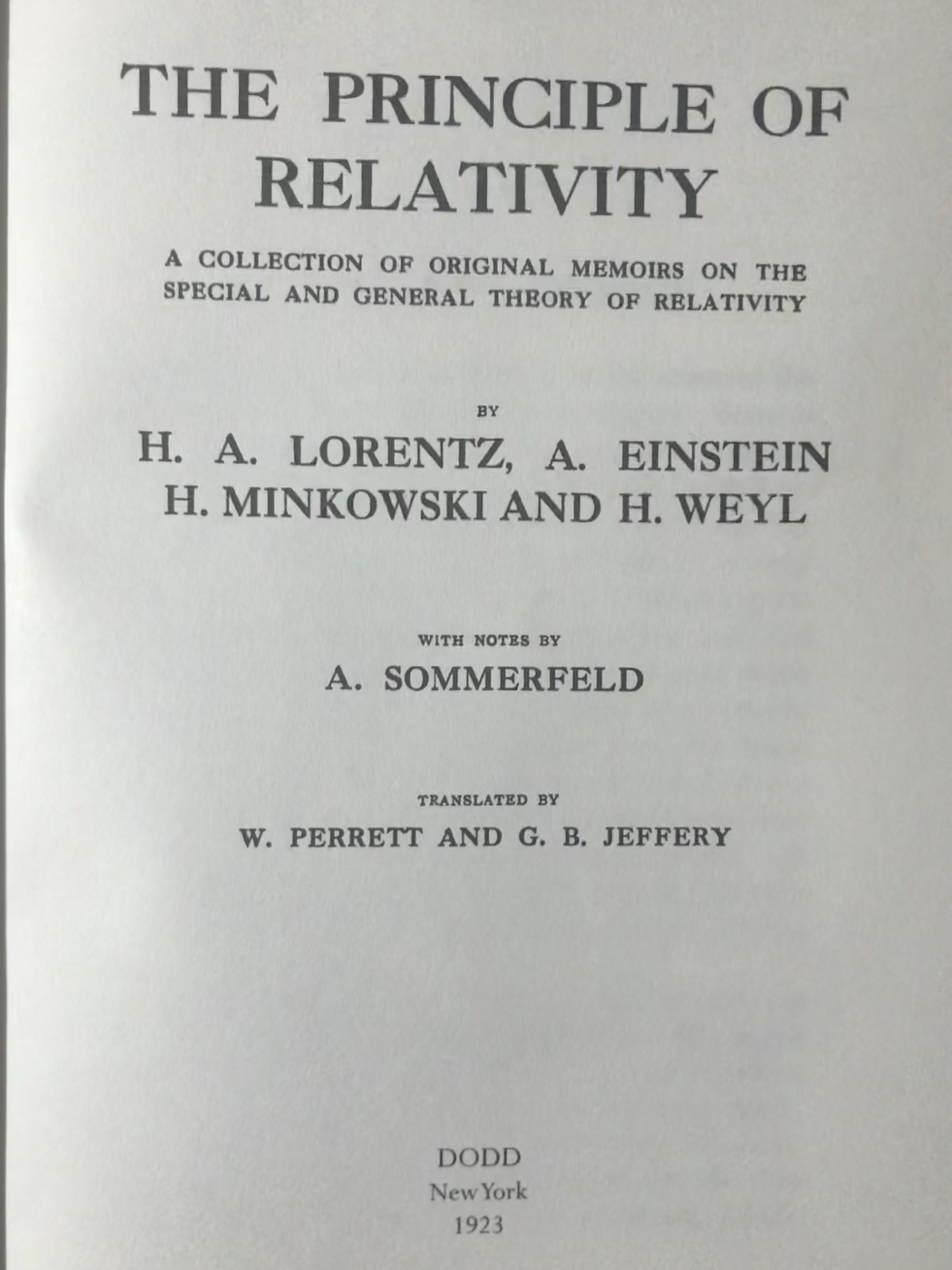
إينشتاين، أسس النظرية النسبية

### القرن العشرين (ما قبل الحرب الباردة)
- بلانك، ماكس: الطاقة في الطيف الطبيعي، 1900م. Planck, Max (Germany). Zur Theorie des Gesetzes der Energieverteilung im Normalspectrum.[79] لايبزيغ, . ميكانيكا الكم
- تسيولكوفسكي، قسطنطين: استكشاف الفضاء الكوني بواسطة أجهزة التفاعل، 1903م. Tsiolkovsky, Konstantin Eduardovich (Russia). The Exploration of Cosmic Space by Means of Reaction Devices. كالوغا, . Rockets
- رذرفورد، إرنست: النشاط الإشعاعي، 1904م. Rutherford, Ernest (New Zealand). Radio-activity.[80] كامبريدج, . فيزياء نووية
- لورينتز، هندريك: الظواهر الكهرومغناطيسية في نظام يتحرك بسرعة اقل من سرعة الضوء، 1904م. Lorentz, Hendrik (Netherlands). Electromagnetic phenomena in a system moving with any velocity smaller than that of light.[81] أمستردام, . النسبية الخاصة
- اينشتاين، ألبرت: في الديناميكا الكهربائية للأجسام المتحركة، 1905م. Einstein, Albert[82] (Germany). Zur Elektrodynamik bewegter Körper ("On the Electrodynamics of Moving Bodies")[83] لايبزيغ, .[84] النسبية الخاصة
- اينشتاين، ألبرت: هل القصور الذاتي للجسم يعتمد على محتواه من الطاقةـ 1905م. Einstein, Albert (Germany). Does the Inertia of a Body Depend Upon Its Energy Content?[85] لايبزيغ, . فيزياء
- ريتشلردسون، لويس: الحل الحسابي التقريبي باستخدام الفروق المحدودة للمشاكل الفيزيائية التي تتضمن معادلات تفاضلية، مع تطبيق على الضغوط في سد من الطوب، 1910م. Richardson, Lewis (England). The Approximate Arithmetical Solution by Finite Differences of Physical Problems Involving Differential Equations, with an Application to the Stresses in a Masonry Dam.[86] London, . ميكانيكا حاسوبية
- بواس، فرانز: عقل الإنسان البدائي، 1911م. Boas, Franz (Germany/America). The Mind of Primitive Man.[87] New York, . علم الإنسان
- بور، نيلز: حول تكوين الذرات والجزيئات، 1913م. Bohr, Niels (Denmark). On the Constitution of Atoms and Molecules.[88][89][90] London, . ميكانيكا الكم
- اينشتاين، ألبرت: أسس النظرية النسبية، 1916م. Einstein, Albert (Germany). Die Grundlage Der Allgemeinen Relativitätstheorie (Foundations of the General Theory of Relativity).[91] لايبزيغ, . فيزياء.
- جودارد، روبرت: طريقة الوصول إلى أرتفاعات قصوى، 1919م. Goddard, Robert Hutchings (America). A Method of Reaching Extreme Altitudes. Washington, D.C, . Rockets
- دي بروي، لويس: بحث في نظرية الكم، 1924م. de Broglie, Louis (France). Recherches sur la théorie des quanta (Research on QuantumTheory),.[92] ازدواجية موجة جسيم
- وايتهد، الفرد نورث ورسل، برتراند: أصول الرياضيات، 1925م. Whitehead, Alfred North (England) and Russell, Bertrand (England). Principia Mathematica. كامبريدج, . رياضيات
- هايزنبرج، فيرنر: الجوانب الديناميكية والميكانيكية عالية الكمية، 1925م. Heisenberg, Werner (Germany). Über quantentheorestische Umdeutung kinematischer und mechanischer Beziehungen. Berlin, . ميكانيكا الكم
- شرودنغر، إرفين: تحديد حجم المشكلة، كتاب في ميكانيكا الكم، 1926م. Schrödinger, Erwin (Austria). Quantisierung als Eigenwertproblem.[93] لايبزيغ,  ميكانيكا الكم
- هايزنبيرغ، فيرنر: طبيعة الديناميكا والميكانيا على مر السنين،1927م. Heisenberg, Werner (Germany). Über den anschaulichen Inhalt der quantentheoretischen Kinematik und Mechanik[94] Berlin, . ميكانيكا الكم
- بافلوف، إيفان: ردود الفعل المشروطة،1928م. Pavlov, Ivan (Russia). Conditioned Reflexes. New York, . إشراط كلاسيكي
- أوبرت، هيرمان:طرق رحلات الفضاء، 1929م. Oberth, Hermann (Romania). Wege zur Raumschiffahrt (Ways to Spaceflight).[95] ميونخ/Berlin, . Rockets
- هابل، إدوين: العلاقة بين المسافة والسرعة الشعاعية بين السديم خارج المجرة، 1929م. Hubble, Edwin (America). A Relation between Distance and Radial Velocity among Extra-Galactic Nebulae.[96] Washington, D.C., . فيزياء فلكية
- ديراك، بول: مبادئ ميكانيكا الكم، 1930م. Dirac, Paul (England). The Principles of Quantum Mechanics. أكسفورد, . ميكانيكا الكم.
- غودل، كورت: في مبادئ الرياضيات والأنظمة ذات الصلة، 1931م. Gödel, Kurt (Czech Republic/America). On formally undecidable propositions of Principia Mathematica and related systems. لايبزيغ, . منطق رياضي.
- فون نيومان، جون: الأسس الرياضية لمكانيكا الكم، 1932م. von Neumann, John (Hungary/America). Mathematische Grundlagen derQuantenmechanik. . ميكانيكا الكم
- جودارد، روبرت: تطوير الصواريخ العاملة بالوقود السائل، 1936م. Goddard, Robert Hutchings (America). Liquid Propellant Rocket Development. [97] Washington, D.C., . Rockets
- كينز، جون مينارد: النظرية العامة للتوظيف والفائدة والنقد، 1936م. Keynes, John Maynard (England). The General Theory of Employment, Interest and Money. London, . اقتصاد (علم)
- تشيرتش، ألونزو: ملاحظة حول مشكلة الإلغاء، كتاب في علم الكمبيوتر، 1936م. Church, Alonzo (America). A Note on the Entscheidungsproblem.[98] Ann Arbor,  علم الحاسوب.
- تورينج، الان: حول الأعداد القابلة للحساب، مع تطبيق على مشكلة الحل، 1937م. Turing, Alan (England). On Computable Numbers, with an Application to the Entscheidungsproblem.[99] كامبريدج, . حوسبة
- دوبجانسكي، ثيودوسيوس: علم الوراثة وأصل الأنواع،1937م. Dobzhansky, Theodosius (Ukraine/America). Genetics and the Origin of Species. .Evolutionary biology
- شانون، كلود: تحليل رمزي لدوائر التتابع والتبديل، 1937م. Shannon, Claude E. (America). A Symbolic Analysis of Relay and Switching Circuits (Master's thesis, MIT).[100][101] حوسبة
- باولنغ، لينوس:طبيعة الرابطة الكيميائية، 1939م. Pauling, Linus (America). The Nature of the Chemical Bond.[102] Ithaca, . كيمياء.
- فون نيومان، جون ومورغينسترن أوسكار: نظرية الألعاب والسلوك الأقتصادي، 1944م. von Neumann, John (Hungary/America) & Morgenstern, Oskar (Germany/America). Theory of Games and Economic Behavior. Princeton, . نظرية الألعاب

## روابط خارجية
- معالم في كتب العلوم - بائعي الكتب القدي

1. ↑  تاريخ العلوم، تاريخ الرياضيات، إلخ.
2. ↑  بما في ذلك الخيمياء ، وسحر عصر النهضة ، وما شابه ذلك